# Skip to Loafer
Skip to Loafer (スキップとローファー Sukippu to Rōfā?), también conocida como Skip y Loafer en español y Skip and Loafer en inglés, es una serie de manga japonés escrito e ilustrado por Misaki Takamatsu. Se ha serializado en Gekkan Afternoon de Kōdansha desde el 25 de agosto de 2018, y se ha recopilado en once volúmenes tankōbon hasta el momento. Seven Seas Entertainment ha obtenido la licencia en Norteamérica para su lanzamiento en inglés. En España se encuentra licenciada desde el 2022 por Milky Way Ediciones mientras que en México a contar del 2024 será publicado por Distrito Manga. Una adaptación de la serie a anime producido por el estudio P.A. Works se estrenó en abril a junio de 2023. Se ha anunciado una segunda temporada.

## Sinopsis
Mitsumi Iwakura es una estudiante destacada y aplicada que, tras finalizar la escuela secundaria en su ciudad natal de Hashikko, en la prefectura de Ishikawa, se muda a Tokio con grandes expectativas para cursar la preparatoria en una escuela prestigiosa. Llena de entusiasmo y con un plan de vida cuidadosamente trazado, sueña con aprovechar al máximo esta nueva etapa.
Sin embargo, el día de la ceremonia de ingreso, su primer día en la ciudad no comienza como esperaba: se pierde en el camino, queda atrapada en plena hora pico del transporte público y, abrumada por el caos de la gran ciudad, termina mareada y vomitando frente a sus futuros compañeros de clase. Este incidente pone a prueba su confianza y hace tambalear sus planes cuidadosamente elaborados, sumiéndola en una profunda desilusión.
Afortunadamente, un chico alto y atractivo, que nota su malestar, se le acerca con amabilidad. Preocupado por ella, le ofrece ayuda, y juntos deciden dirigirse a la escuela, iniciando así una inesperada conexión en medio del caos de su primer día.

## Personajes
Mitsumi Iwakura (岩倉 美津未 Iwakura Mitsumi?)
 Seiyū: Tomoyo Kurosawa, Polly Huerta (español latino)
Sōsuke Shima (志摩 聡介 Shima Sōsuke?)
 Seiyū: Akinori Egoshi, Héctor Ireta (español latino)
Mika Egashira (江頭 ミカ Egashira Mika?)
 Seiyū: Yuka Terasaki, Montserrat Aguilar (español latino)
Yuzuki Murashige (村重 結月 Murashige Yuzuki?)
 Seiyū: Maaya Uchida, Regina Tiscareño (español latino)
Makoto Kurume (久留米 誠 Kurume Makoto?)
 Seiyū: Megumi Han, Erika Langarica (español latino)
Nao (ナオ?)
 Seiyū: Mitsuki Saiga, Saidé García (español latino)
Tsukasa Mukai (迎井 司 Mukai Tsukasa?)
 Seiyū: Hikaru Tanaka, Diego Becerril (español latino)
Kento Yamada (山田 健斗 Yamada Kento?)
 Seiyū: Ayumu Murase, Ángel Rodríguez (español latino)
Narumi Kanechika (兼近 鳴海 Kanechika Narumi?)
 Seiyū: Ryōhei Kimura, Ferso Velázquez (español latino)
Tokiko Takamine (高嶺 十貴子 Takamine Tokiko?)
 Seiyū: Minami Tsuda

## Contenido de la obra

### Manga
Skip and Loafer está escrito e ilustrado por Misaki Takamatsu. Ha sido serializado en Gekkan Afternoon de Kōdansha desde el 25 de agosto de 2018. Kōdansha ha recopilado sus capítulos individuales en volúmenes tankōbon. El primer volumen se lanzó el 23 de enero de 2019, y hasta el momento se han lanzado once volúmenes.
En América del Norte, Seven Seas Entertainment anunció que había obtenido la licencia del manga para su lanzamiento en inglés en febrero de 2021. El primer volumen se lanzó el 10 de agosto de 2021.
En España la editorial española Milky Way Ediciones, desde el 31 de mayo de 2022 comenzó a publicar con el primer tomo traducido al español, mientras que en México la editorial Distrito Manga (Penguin Random House), lo empezó a publicar desde mayo de 2024. 
| Volúmenes de manga publicados | Volúmenes de manga publicados | Volúmenes de manga publicados |
| Número                        | Fecha de publicación          | ISBN                          |
| ----------------------------- | ----------------------------- | ----------------------------- |
| 1                             | 23 de enero de 2019           | ISBN 978-4-06-514209-7        |
| 2                             | 23 de julio de 2019           | ISBN 978-4-06-516300-9        |
| 3                             | 21 de febrero de 2020         | ISBN 978-4-06-518471-4        |
| 4                             | 21 de agosto de 2020          | ISBN 978-4-06-520539-6        |
| 5                             | 23 de marzo de 2021           | ISBN 978-4-06-522497-7        |
| 6                             | 22 de noviembre de 2021       | ISBN 978-4-06-525779-1        |
| 7                             | 22 de junio de 2022           | ISBN 978-4-06-528147-5        |
| 8                             | 23 de enero de 2023           | ISBN 978-4-06-530267-5        |
| 9                             | 23 de agosto de 2023          | ISBN 978-4-06-532642-8        |
| 10                            | 22 de marzo de 2024           | ISBN 978-4-06-534851-2        |
| 11                            | 23 de diciembre de 2024       | ISBN 978-4-06-537722-2        |
| 12                            | 22 de agosto de 2025          | ISBN 978-4-06-539706-0        |

### Anime
En noviembre de 2021, se anunció que la serie había recibido una adaptación a anime. Será animado por P.A. Works y escrito y dirigido por Kotomi Deai, con diseños de personajes a cargo de Manami Umeshita, quien también se desempeñará como directora de animación en jefe, y música compuesta por Takatsugu Wakabayashi. La serie se estrenó el 4 de abril de 2023 en Tokyo MX y otras redes. El tema de apertura es "Mellow" de Keina Suda, mientras que el tema de cierre es "Hanauta to Mawari Michi" de Rikako Aida. Crunchyroll obtuvo la licencia de la serie fuera de Asia.
El 22 de marzo de 2023, Crunchyroll anunció que la serie había recibido un doblaje en español latino, la cual se estrenó el 25 de abril.
En diciembre de 2024, se anunció que la serie recibirá una segunda temporada. Los miembros principales del personal de la primera temporada repetirán sus papeles, con Yoko Yonaiyama uniéndose a Deai para escribir los guiones.

## Recepción
Junto con Ōsama Ranking, Skip to Loafer ocuparon el puesto número 7 en la lista de los mejores manga para lectores masculinos de Kono Manga ga Sugoi! de Takarajimasha en 2020. La serie ocupó el puesto 46 en la lista de «Libro del año» de 2021 de la revista Da Vinci.
En 2020, la serie fue nominada para el 13° Manga Taishō y quedó en tercer lugar con 58 puntos. También fue nominado para el 44 Premio de Manga Kōdansha en la categoría general en 2020; ha vuelto a ser nominado para la 46ª edición en la misma categoría en 2022. El manga fue una de las Obras Recomendadas por el Jurado en el 23.er Festival de arte de Japón en 2020.
Rebecca Silverman de Anime News Network le dio a los dos primeros volúmenes una A-. Silverman escribió: «Es posible que Skip to Loafer no tengan un arte fabuloso y que no tengan una historia innovadora. Pero tiene una comprensión firme de su narración y personajes y un sentido del humor nada desdeñable».